# Ars gratia artis
L'espressione latina Ars gratia artis o in italiano arte per l'arte è un modo di dire con cui s'afferma che la vera arte è fine a sé stessa, e s'esclude ogni fine che non sia la pura e disinteressata bellezza: utilitario, morale, politico, sociale, religioso.

Rappresenta uno dei canoni dell'estetismo, ben espresso da aforismi come quelli di Oscar Wilde: 
(Oscar Wilde, Prefazione a Il ritratto di Dorian Gray)
In inglese era tradotto come "art for art's sake", in francese "art pour l'art". Ars gratia artis è il motto della società cinematografica Metro-Goldwyn-Mayer  impresso sul fiocco di pellicola cinematografica presente nel logo dello studio, all'interno del quale ruggisce un leone.